# Juan de Cazalla
Juan de Cazalla OFM (* um 1480 in Palma, Murcia, Spanien; † zwischen 1530 und 1535)[siehe Lebensdaten] war ein spanischer Theologe und Titularbischof.

## Leben und Wirken
Juan de Cazalla stammt aus einer Familie von Conversos. Er war der Sohn des Landwirts Gonzalo Martínez und von Isabel de Cazalla. Juan de Cazalla gehörte wie auch seine Schwester, die Ordensfrau María de Cazalla (1487–??), zur Bewegung der Alumbrados. Er machte María bekannt mit den Schriften von Erasmus von Rotterdam, dem Heiligen Augustinus und dem Heiligen Bonaventura.
Juan de Cazalla war Kaplan des Erzbischofs von Toledo Francisco Jiménez de Cisneros, den er 1509 mit seinen Cousins Diego de Cazalla und Pedro de Cazalla beim Feldzug gegen Oran begleitete. Juan de Cazalla wird als wichtige Verbindungsperson zwischen Cisneros und den Alumbrados angesehen.
Bis 1512 war er für Cisneros tätig, dann hielt er sich im Kloster San Francisco in Guadalajara auf. Am 20. April 1517 wurde er Titularbischof von Verissa. Außerdem wirkte er im Erzbistum Toledo und war Koadjutorbischof im Bistum Ávila.
Cazalla predigte mehrmals in Pastrana, das als Ausgangspunkt der Bewegung der Alumbrados angesehen wird. Im Sommer 1523 predigte er vermutlich zum letzten Mal dort. 1525 predigte er in Navarrete, wo er Antonio de Medrano kennenlernte, dem später von der Inquisition eine Freundschaft zu Cazalla vorgeworfen wurde.
Juan de Cazalla veröffentlichte mehrere Schriften. 1528 erschien sein Werk Lumbre del alma. (deutsch Feuer der Seele). Der spanische Historiker und Theologe Melquiades Andrés Martín ist der Meinung, dass er dabei vermutlich vom Werk Viola anime beeinflusst wurde, dass ursprünglich von Raimundus Sabundus verfasst und später von Petrus Dorlandus neu bearbeitet wurde.
Der spanische Historiker Rafael M. Pérez García ist der Auffassung, dass Cazalla mit Francisco de Osuna, Alonso de Madrid und Alejo de Venegas zu den wichtigsten spirituellen Schriftstellers der ersten Hälfte des 16. Jahrhunderts gehört.

### Lebensdaten
Zu den Lebensdaten von Juan de Cazalla gibt es verschiedene Angaben. Das Geburtsjahr wird in einigen Quellen direkt mit „1480“ angegeben, in anderen Quellen mit „etwa 1480“. Die Angaben zum Todesjahr schwanken zwischen 1530 und 1535. Neben der genauen Angabe „1535“ wird aus anderen Quellen auf ein Todesdatum „vor 1532“ oder genauer „vor dem 3. Mai 1532“ geschlossen, dem Tag der Befragung seiner Schwester María durch die Inquisition. Auch die genaue Angabe „1530“ ist zu finden. Auch Marcel Bataillon ist der Meinung, dass Cazalla „vor dem 3. Mai 1532“ verstorben ist und glaubt, dass sein Tod im Jahr 1530 erfolgte.
Neben diesen Daten gibt es die deutlich davon abweichende Angabe „1514–1575“. Diese ist aufgrund der anderen Ereignisse im Leben von Juan de Cazalla nicht anzunehmen. Es kann sich aber auch nicht um eine andere Person mit diesen Daten handeln, da in den entsprechenden Quellen ebenfalls vom Verfasser von Lumbre del alma die Rede ist. 
In dem von Christian Gottlieb Jöcher 1750 herausgegebenen Allgemeinen Gelehrten-Lexicon ist ein spanischer Franziskaner Johannes Cazalla genannt, der um 1626 lebte, Bischof in Veracruz in Indien war und ein Werk Lumbre del alma. De los beneficios de Dios y de la paga, que se les debe veröffentlichte. In der Bibliotheca Hispana Nova von Nicolás Antonio ist Ioannes de Cazalla ebenfalls als Bischof von Veracruz in Indien genannt. Das Veröffentlichungsjahr 1628 für Lumbre del alma wird als offensichtlicher Fehler angesehen.

## Schriften
- Lumbre del alma. De los beneficios de Dios y de la paga, que se les debe. Tierri, Valladolid, 1528[25] (online auf biblioteca-antologica.org, erster und zweiter Teil, PDF; 308 kB).

Neuauflagen:
Lumbre del alma. Cromberger, Sevilla 1542
Jesús Martínez de Bujanda (Hrsg.): Lumbre del Alma. Fundación Universitaria Española, Madrid 1974, ISBN 978-84-600-6148-9.
- mit Florián de Ocampo, Desiderius Erasmus, Juan Luis Vives, Antonio de Fonseca, Luis César: Cartas literarias y familiares de Juan de Vergara. OCLC 828281309 (Eintrag in der Spanischen Nationalbibliothek).